# Estrada europeia 15
A E15 ou Estrada europeia 15 é uma estrada europeia que começa em Inverness (Reino Unido) e termina em Algeciras (Espanha).
No seu trajeto, a E15 passa pelo Reino Unido, França e Espanha.

Esta estrada europeia tem 3 590 km de extensão.

## Itinerário
- Inverness – Perth – Edimburgo – Newcastle – Londres – Folkestone – Dover
- Calais – Paris – Lyon – Orange – Narbona
- Gerona – Barcelona – Tarragona – Castellón de la Plana – Valência – Alicante – Murcia – Almería – Málaga – Algeciras